# エコータ・チェロキー部族
エコータ チェロキー族（Echota Cherokee Tribe of Alabama）は、アメリカ合衆国アラバマ州北部に住むアメリカインディアンの部族です。
現在の指導者は、チェロキー族の最初のアマトヤ王朝の子孫です

## 歴史
彼らは、1700 年代にテネシー州に住んでいた初期のチカマガ チェロキー族のサブグループです。
チカマガ族はアマトヤ王朝が率いていました。
テネシー州テリコ平原のオーバーヒル村のカヌーとシロフクロウを引きずるリーダー。